# Alophogaster ludius
Alophogaster ludius är en fjärilsart som beskrevs av Jordan 1925. Alophogaster ludius ingår i släktet Alophogaster och familjen bastardsvärmare. Inga underarter finns listade i Catalogue of Life.